# Buchwaldoboletus
Buchwaldoboletus is een geslacht van schimmels behorend tot de familie Boletaceae. De typesoort is Buchwaldoboletus lignicola.

## Soorten
Volgens Index Fungorum bevat het geslacht 12 soorten (peildatum augustus 2023):
| Soortnaam                               | Auteur(s)                                | Publicatiejaar |
| --------------------------------------- | ---------------------------------------- | -------------- |
| Buchwaldoboletus acaulis                | (Pegler) Both & B. Ortiz                 | 2011           |
| Buchwaldoboletus brachyspermus          | (Pegler) Both & B. Ortiz                 | 2011           |
| Buchwaldoboletus duckeanus              | (Singer) Both & B. Ortiz                 | 2011           |
| Buchwaldoboletus hemichrysus            | (Berk. & M.A. Curtis) Pilát              | 1969           |
| Buchwaldoboletus kivuensis              | (Heinem. & Gooss.-Font.) Both & B. Ortiz | 2011           |
| Buchwaldoboletus lignicola (Houtboleet) | (Kallenb.) Pilát                         | 1969           |
| Buchwaldoboletus parvulus               | (Natarajan & Purush.) Both & B. Ortiz    | 2011           |
| Buchwaldoboletus pontevedrensis         | Blanco-Dios                              | 2013           |
| Buchwaldoboletus pseudolignicola        | (Neda) Both & B. Ortiz                   | 2011           |
| Buchwaldoboletus spectabilis            | Watling                                  | 1988           |
| Buchwaldoboletus sphaerocephalus        | (Barla) Watling & T.H. Li                | 2004           |
| Buchwaldoboletus xylophilus             | (Petch) Both & B. Ortiz                  | 2011           |